# 1899年全米選手権 (テニス)
1899年 全米選手権（1899ねんぜんべいせんしゅけん）に関する記事。

## 大会の流れ
- 1881年から1967年まで、全米選手権は各部門が個別の名称を持ち、大会会場も別々のテニスクラブで開かれた。これが他の3つのテニス4大大会と大きく異なる点である。
  - 男子シングルス　名称：全米シングルス選手権（U.S. National Singles Championship）／会場：ロードアイランド州、ニューポート・カジノ　（最初の会場、1914年まで）
  - 男子ダブルス　名称：全米ダブルス選手権（U.S. National Doubles Championship）／会場：ロードアイランド州、ニューポート・カジノ　（最初の会場に戻る。1894年-1914年まで）
  - 女子シングルス　名称：全米女子シングルス選手権（U.S. Women's National Singles Championship）／会場：ペンシルベニア州、フィラデルフィア・クリケット・クラブ　（女子部門競技はすべてこの会場、1887年-1920年まで）
  - 女子ダブルス　名称：全米女子ダブルス選手権（U.S. Women's National Doubles Championship）／会場：フィラデルフィア・クリケット・クラブ　（1889年-1920年まで）
  - 混合ダブルス　名称：全米混合ダブルス選手権（U.S. Mixed Doubles Championship）／会場：フィラデルフィア・クリケット・クラブ　（1892年-1920年まで）
- 男女シングルスでは、「チャレンジ・ラウンド」（Challenge Round, 挑戦者決定戦）と「オールカマーズ・ファイナル」（All-Comers Final）で優勝を決定した。男子シングルスでは第4回大会の1884年から実施されてきたが、女子シングルスは第2回競技の1888年から行われた。
  - 大会前年度優勝者を除く選手は「チャレンジ・ラウンド」に出場し、前年度優勝者への挑戦権を争う。前年度優勝者は、無条件で「オールカマーズ・ファイナル」に出場できる。チャレンジ・ラウンドの勝者と前年度優勝者による「オールカマーズ・ファイナル」で、当年度の選手権優勝者を決定した。
  - この年は、女子シングルスの前年度優勝者ジュリエット・アトキンソンが欠場した。前年度優勝者が出場しなかった場合は「オールカマーズ・ファイナル」がなくなるため、チャレンジ・ラウンドの決勝結果を優勝記録表に掲載する。
  - 本年度の女子シングルスでは、出場選手が15名に増えたことから、チャレンジ・ラウンド本戦が4回戦制のトーナメントに拡大された。本記事では準々決勝以後の記録を掲載する。
- 競技ルールは、基本的にはウィンブルドン選手権に準拠して実施された。当時の女子シングルスには、他に類例のない特色がいくつかあった。
  - 1894年-1901年まで、女子部門競技（女子シングルス・女子ダブルス・混合ダブルス）の決勝戦が最大5セット・マッチで行われた。1894年からは、女子シングルスのチャレンジ・ラウンド決勝 → オールカマーズ・ファイナルで最大5セット・マッチを実施した。テニス4大大会の女子競技で最大5セット・マッチが行われたのは、1890年代-1901年の全米選手権だけである。
- 初期の全米選手権のように、外国人出場者が少なかった時期は、地元アメリカ人選手の国籍表示を省略する。

## 大会前年度優勝者
- 男子シングルス：マルコム・ホイットマン
- 女子シングルス：ジュリエット・アトキンソン　［大会不参加］
- 男子ダブルス：レオ・ウェア＆ジョージ・シェルドン
- 女子ダブルス：ジュリエット・アトキンソン＆キャスリーン・アトキンソン
- 混合ダブルス：エドウィン・フィッシャー＆キャリー・ニーリー

## 男子シングルス

### チャレンジラウンド
準々決勝
- レオ・ウェア vs. ホルコム・ウォード　3-6, 6-4, 9-11, 6-2, 6-4
- パームリー・パレット vs. ボブ・ハンティントン　3-6, 6-3, 4-6, 6-4, 6-0
- ドワイト・デービス vs. ウィリアム・ボンド　6-4, 6-4, 1-6, 6-4
- クレイ・コリンズ vs. ジョージ・レン　8-6, 4-6, 4-6, 6-4, 6-3

準決勝
- パームリー・パレット vs. レオ・ウェア　7-5, 6-2, 6-4
- ドワイト・デービス vs. クレイ・コリンズ　6-4, 6-1, 8-6

決勝
- パームリー・パレット vs. ドワイト・デービス　7-5, 8-10, 6-3, 2-6, 6-4

### オールカマーズ決勝
- マルコム・ホイットマン vs. パームリー・パレット　6-1, 6-2, 3-6, 7-5　（ホイットマンが本大会の優勝者になる）

## 女子シングルス

### チャレンジラウンド
準々決勝
- モード・バンクス vs. マートル・マカティアー　3-6, 7-5, 7-5
- キャリー・ニーリー vs. ジョージナ・ジョーンズ　6-0, 6-2
- マリオン・ジョーンズ vs. ハリー・チャンプリン　6-1, 6-2
- ジェーン・クレーブン vs. エディット・パーカー　7-5, 3-6, 6-1

準決勝
- モード・バンクス vs. キャリー・ニーリー　6-3, 4-6, 6-1
- マリオン・ジョーンズ vs. ジェーン・クレーブン　6-1, 6-0

決勝
- マリオン・ジョーンズ vs. モード・バンクス　6-1, 6-1, 7-5　（ここで優勝決定。M・ジョーンズが本大会の優勝者になる）

## 決勝戦の結果
- 男子シングルス：マルコム・ホイットマン vs. パームリー・パレット　6-1, 6-2, 3-6, 7-5　［オールカマーズ決勝］
- 女子シングルス：マリオン・ジョーンズ vs. モード・バンクス　6-1, 6-1, 7-5　［チャレンジラウンド決勝、最大5セット・マッチ］
- 男子ダブルス：ホルコム・ウォード＆ドワイト・デビス vs. レオ・ウェア＆ジョージ・シェルドン　6-4, 6-4, 6-3
- 女子ダブルス：マートル・マカティアー＆ジェーン・クレーブン vs. モード・バンクス＆エリザベス・ラストール　6-1, 6-1, 7-5　［最大5セット・マッチ］
- 混合ダブルス：アルバート・ホスキンズ＆エリザベス・ラストール vs. ジェームズ・ガードナー＆ジェーン・クレーブン　6-4, 6-0 （途中棄権）　［最大5セット・マッチ］